# Gastrophanella implexa
Gastrophanella implexa är en svampdjursart som beskrevs av Schmidt 1879. Gastrophanella implexa ingår i släktet Gastrophanella och familjen Siphonidiidae.
Artens utbredningsområde är havet kring Kuba. Inga underarter finns listade i Catalogue of Life.